# Keilim (Talmud)

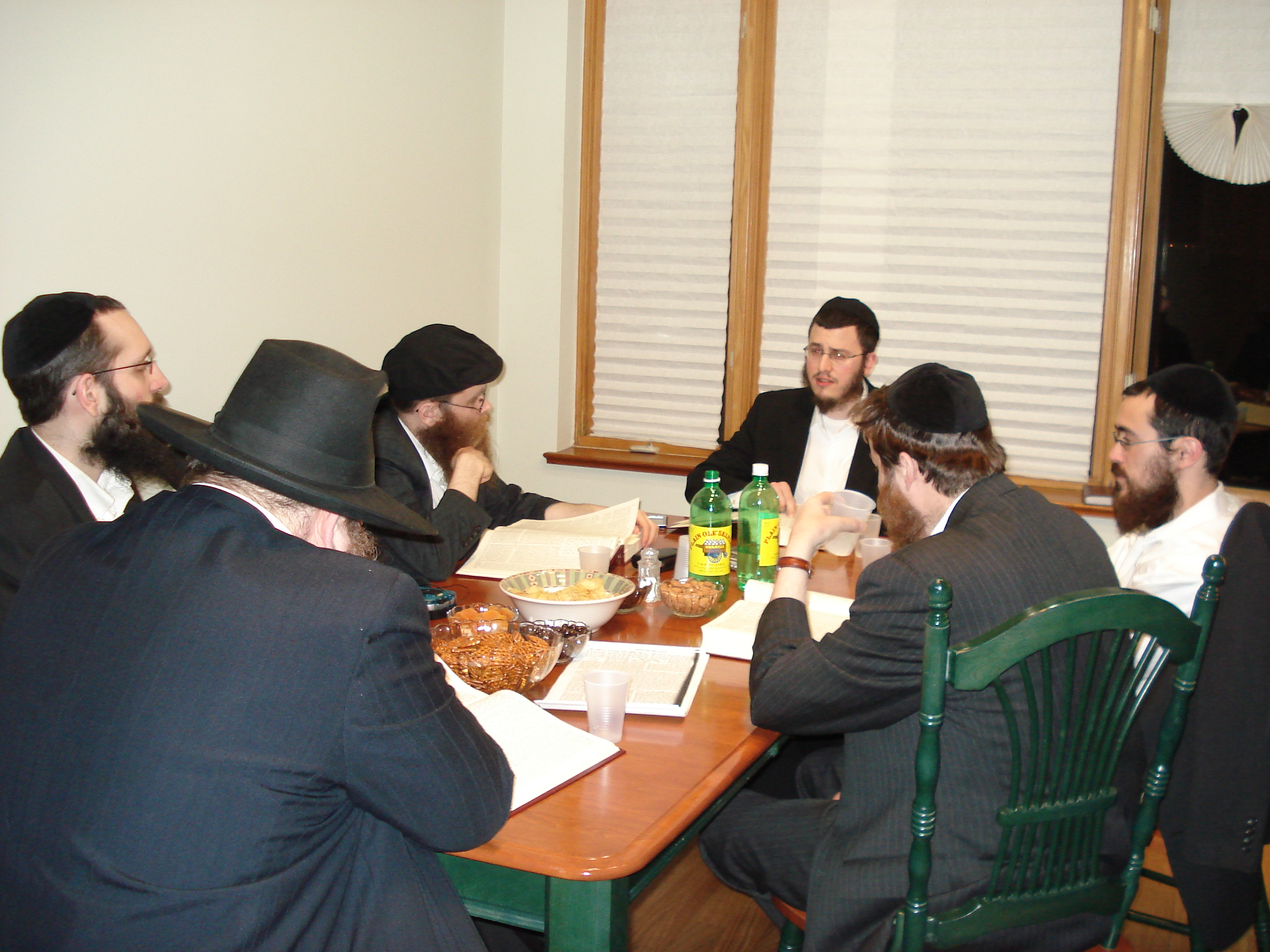
Grupo de cohanim estudiando las leyes de Keilim.

Keilim (en hebreo: מסכת כלים) (transliterado: Masejet Keilim) es el primer tratado del orden de Tohorot de la Mishná y el Talmud. El tratado contiene 30 capítulos, lo que lo convierte en el tratado más largo de toda la Mishná. La Tosefta de Keilim consta de 25 capítulos. El tratado discute las leyes de la pureza ritual y la impureza relacionadas con todos los tipos de vasos. No hay una Guemará sobre el tratado de Keilim, ni en el Talmud de Babilonia, ni en el Talmud de Jerusalén.
- El capítulo 1: aclara la clasificación de las impurezas rituales.
- Los capítulos del 2 al 10: tratan sobre las vasijas de barro.
- Los capítulos del 11 al 14: tratan sobre los vasos metálicos.
- Los capítulos del 15 al 19: tratan sobre los vasos de madera, cuero y hueso.
- Los capítulos del 20 al 25: tratan sobre las leyes de pureza e impureza relacionadas con los vasos.
- Los capítulos del 26 al 28: tratan sobre las leyes relativas al cuero y la ropa.
- El capítulo 29: trata sobre las costuras de la ropa.
- El capítulo 30: trata sobre los vasos de vidrio.